# Luzuriagaceae
Luzuriagaceae is een botanische naam van een familie van eenzaadlobbige planten. Een familie onder deze naam wordt slechts zelden erkend door systemen van plantentaxonomie, maar wel door het APG-systeem (1998) en het APG II-systeem (2003).
Het gaat dan om een kleine familie, van slechts enkele soorten, die voorkomen op het Zuidelijk Halfrond.